# John E. Pearce Provincial Park
John E. Pearce Provincial Park är en park i Kanada.   Den ligger i provinsen Ontario, i den sydöstra delen av landet, 600 km sydväst om huvudstaden Ottawa. John E. Pearce Provincial Park ligger 207 meter över havet.
Terrängen runt John E. Pearce Provincial Park är platt. Trakten är glest befolkad.